# Port du Gros-Caillou
Le port du Gros-Caillou est une voie située dans le quartier du Gros-Caillou du 7e arrondissement de Paris, en France.

## Situation et accès
Le port du Gros-Caillou se situe en contrebas du quai d'Orsay et de l'esplanade Habib-Bourguiba, entre le pont des Invalides et le pont de l'Alma. Il fait partie du parc Rives-de-Seine, plus précisément de la promenade Gisèle-Halimi.
Côté Invalides, il est poursuivi par le port des Invalides et côté Alma par le port de La Bourdonnais.

## Origine du nom
Comme le port de La Bourdonnais, il se trouve au niveau de l'ancienne île aux Cygnes.
Jaillot assure que ce nom de « Gros-Caillou » ou « long gray » viendrait de ce qu'une grosse borne séparait autrefois le territoire et les censives de Saint-Germain-des-Prés de ceux de Sainte-Geneviève.
D'après Piganiol de la Force, ce nom avait pour origine l'enseigne d'une très ancienne maison de prostitution du quartier. Quand cette maison fut expropriée vers 1738, il fallut employer la poudre pour faire sauter cette pierre, « tant dure était sa masse siliceuse ».
Jacques Hillairet reprend l'histoire de la grosse borne (« un énorme rocher »), situé au croisement des actuelles rues Saint-Dominique et Cler. Mais il indique que c'est cette borne contre laquelle il fallut utiliser des explosifs pour la démolir, vers 1738, tant elle était grosse. Le nom « Gros-Caillou » resta cependant, repris par une maison de prostitution et surtout par le bourg installé à ce niveau. En effet, aux XVIIe – XVIIIe siècles, le site, jusque là maraîcher, se développe pour accueillir les artisans chargés des travaux de nouveaux bâtiments alentours (hôtel des Invalides, palais Bourbon, École militaire). Le bourg était situé entre les actuelles rues de l'Université et de Grenelle dans la longueur et l'avenue Bosquet et la rue Surcouf dans la largeur. Le terrain entre le bourg et la Seine fut loti à partir de 1823.

## Historique
Cette voie porte ce nom depuis un décret préfectoral du 18 juillet 1905. En 1956, une partie de la voie express rive gauche empiète sur celle du port de Solférino.

## Bâtiments remarquables et lieux de mémoire
- Promenade Gisèle-Halimi
- Jardins de l’Archipel des Berges-de-Seine-Niki-de-Saint-Phalle

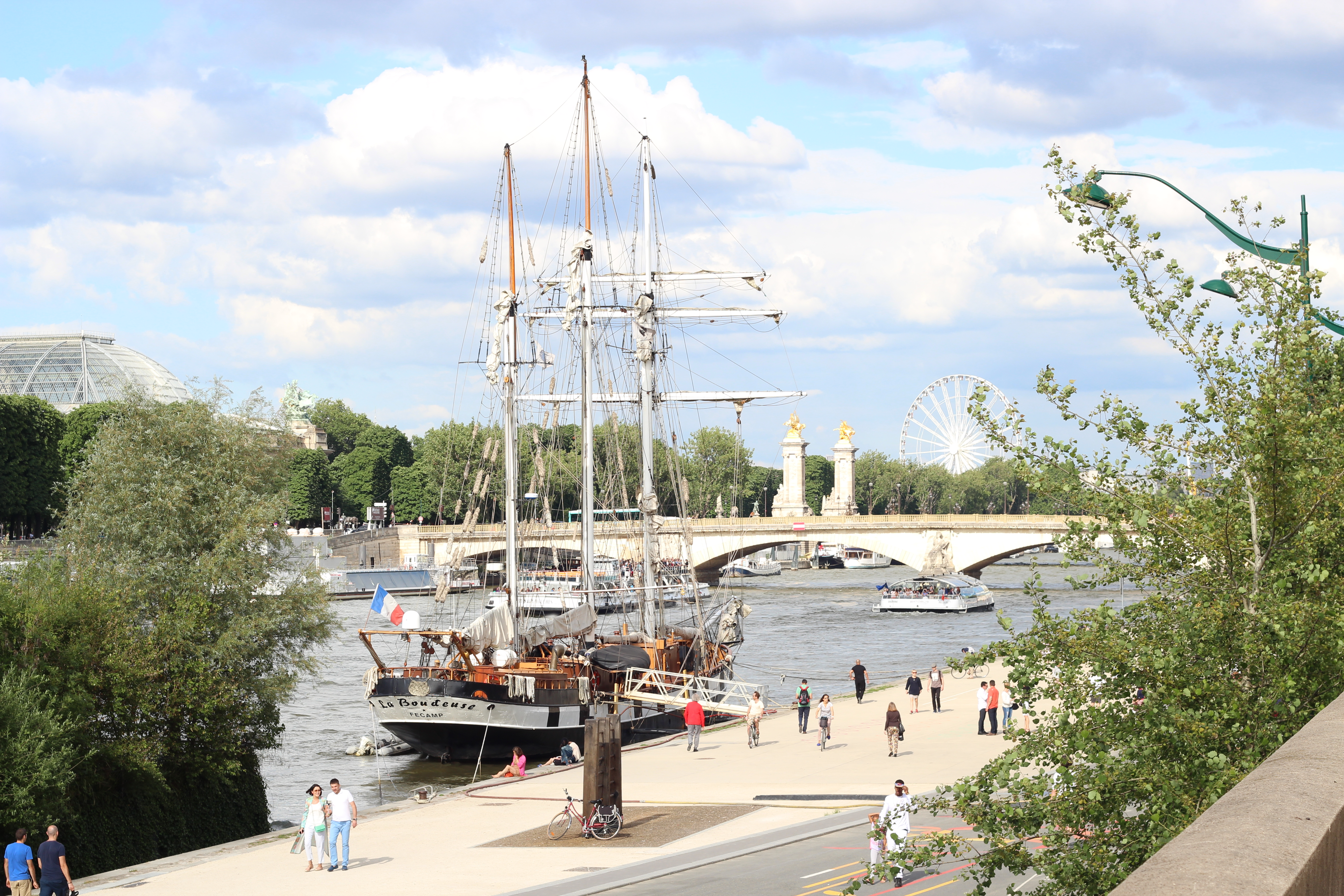
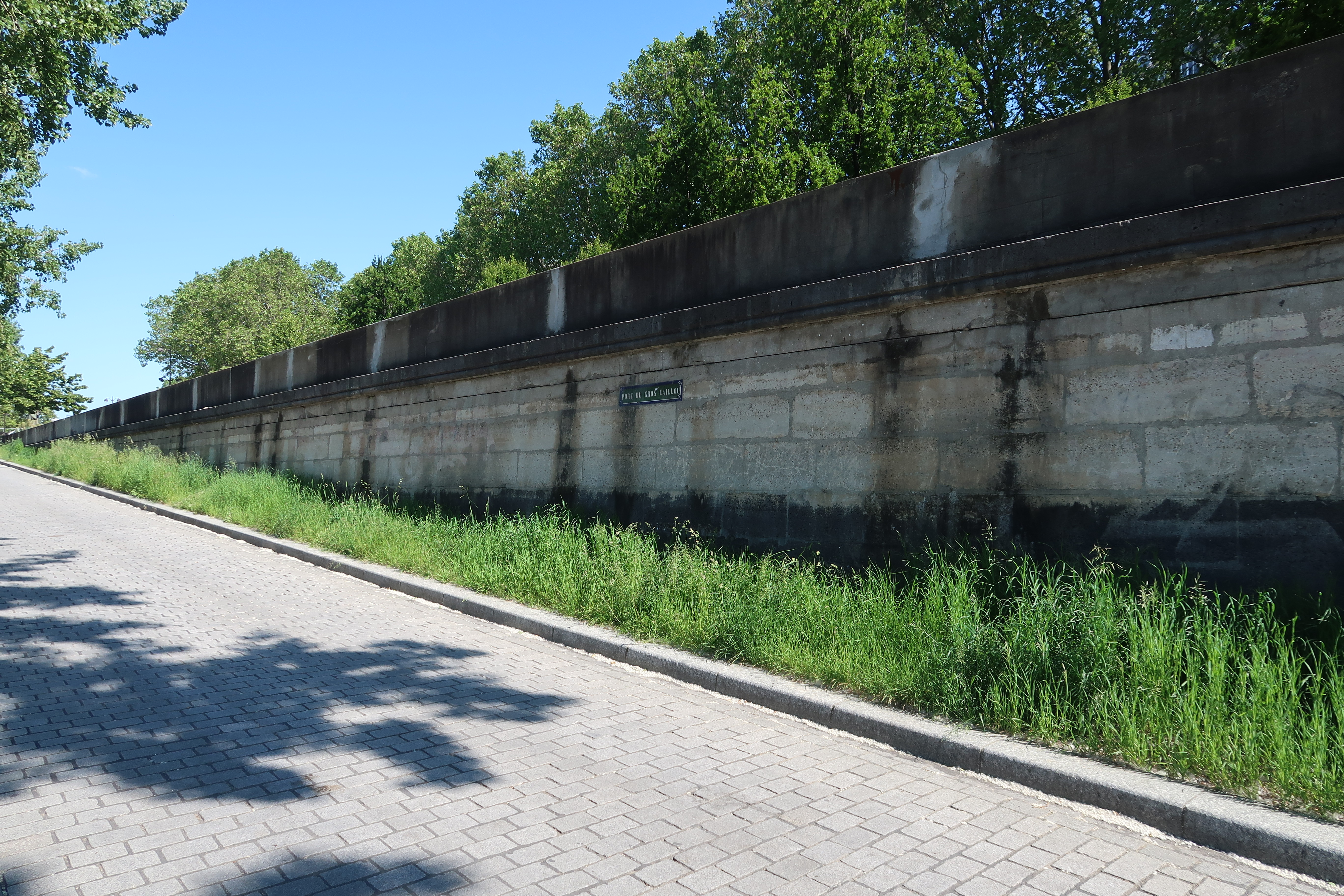

- Fluctuart